# Právo várečné
Právo várečné bylo jedním z nejdůležitějších a nejvýdělečnějších středověkých městských práv, které legalizovalo vaření piva. V královských městech bylo proto právo várečné úzce spojeno s právem mílovým. Prakticky pokud město mělo právo várečné, mohl ve svém domě pivo vyrábět a šenkovat každý plnoprávný měšťan.

## Vývoj
Plnoprávným měšťanem byl pouze vlastník domu uvnitř městských hradeb, kterých bylo omezené množství. Postupně, jak se výroba specializovala, docházelo ve městech k určité koncentraci vaření piva ve společném pivovaru (vaření „střídou“). Často měšťané náročnější část výroby či výrobu celou přenesli na specializované řemeslníky a pivo ve svém domě pouze šenkovali. Právo várečné bylo vázáno ke konkrétnímu domu, v menšině a jen v některých městech, byla jeho nositelem fyzická osoba.
Toto právo v poddanských městech uděloval majitel panství a vztahovalo se ne k městu, ale k určitému domu. Vznikaly tak právovárečné domy. V takovém domě byla v přízemí krčma (šenk, mázhaus) a v ní se pivo prodávalo. Například domům v pražské Dlouhé třídě bylo vydáno 67 práv na vaření piva. Z těchto drobných pivovarů se jich zachovalo jen několik. Nejznámějšími jsou pivovary U Fleků a U Medvídků v Praze. Pivo z poddanských pivovarů se původně nesmělo dovážet do měst, vztah narovnala svatováclavská smlouva v roce 1517.
Po zavedení pozemkových knih (zákonem r. 1872) bylo právo várečné zapsáno v oddílu A vložky pozemkové knihy: „1 podíl práva várečného“, „1/147 práva várečného“ a podobně. Je tedy zapsáno v oddílu vymezujícím majetkovou podstatu a příslušenství určité nemovitosti – domu uvnitř městských hradeb. Pokud došlo k rozdělení domu na více (právně) samostatných částí, zůstávalo právo várečné pouze u jediné části a nedělilo se.
U společného pivovaru, sladovny, hostinců nejsou zapsáni (v odd. B vložky PK) jednotliví spoluvlastníci jménem. Např. v případě sladovny v Písku zní zápis: „Vkládá se právo vlastnické Právovárečném měšťanstvu v Písku a poznamenává se, že toto právo náleží: a) dočasnému vlastníku domu č. p. 1 jedním celým podílem, b) dočasnému vlastníku domu č. p. 2 jedním celým podílem … x) dočasnému vlastníku domu č. p. ... polovičním podílem“.
Zápis „podílu práva várečného“ je zápisem spoluvlastnického podílu dočasného vlastníka právovárečného domu, právo várečné (jako majetkový podíl na vlastnictví pivovaru, sladovny, ledovací louky před pivovarem, sítě hostinců…) je vždy vlastnictvím určité osoby.[zdroj?] Tento způsob si vynutila praxe: jestliže např. v Písku bylo 147 podílníků a měli ve společném vlastnictví[zdroj?] 89 nemovitostí, pak by se muselo v těchto 89 vložkách PK přepisovat při každé změně kteréhokoliv osoby ze 147 spoluvlastníků. V Plzni těchto spoluvlastníků bylo cca 500. Právo várečné se prodávalo jako součást domu, někdy se převádělo z domu na dům, v některých městech byla některá práva (podíly) nespojené s domem a volně se převáděly mezi osobami. Převod právovárečného podílu podléhal dani jako převod nemovitostí.
Podíl práva várečného určoval váhu hlasu při hlasování ve valné hromadě právovárečného měšťanstva. Právovárečné měšťanstvo bylo zpravidla zapsáno v rejstříku kupců-jednotlivců, za první republiky právovárečná měšťanstva zůstávala jako relikt, proto byla snaha, spojená s daňovými úlevami, převést (speciálním zákonem) právovárečná měšťanstva na formu a. s. nebo s. r. o.
Podle zákona o mimosoudních rehabilitacích byl majetek některých právovárečných měšťanstev restituován (Plzeň, Hradec Králové, Polička, Havlíčkův Brod[zdroj?]), většinou ovšem byla restituce vůči žadatelům – fyzickým osobám odmítnuta s odůvodněním, že daný majetek náležel „právovárečnému měšťanstvu“ jakožto zvláštní právnické osobě a nikoliv jeho členům. Rozhodování restitučních soudů zde navázalo na prvorepublikovou judikaturu, která pravovárečná měšťanstva považovala za samostatné korporace ve smyslu § 26 obecného zákoníku občanského. V českém obchodním rejstříku je od roku 2015 jako samostatná právnická osoba zapsáno Právovárečné měšťanstvo v Plzni (IČO 10358986), které vzniklo již roku 1842.